# Stefano Gregorio
Stefano Gregorio (Lezzeno, 22 dicembre 1966) è uno sciatore nautico italiano.
È lo sportivo italiano più medagliato nelle gare di velocità dello sci nautico. Oltre a cinque titoli nazionali, ha conquistato il titolo continentale per tre volte (nel 1989, nel 1992 e nel 1994) oltre ad un argento nel 1990 e un bronzo nel 1988. Inoltre a livello mondiale ha ottenuto un crescendo di risultati che vanno dal bronzo a Darwin nel 1991 all'oro ad Anversa nel 1995, passando per il secondo posto sul campo di gara trasformato in terzo dalla penalizzazione subita per una manovra scorretta del suo pilota a Vichy nel 1993.
Nella gara in cui si è aggiudicato il titolo mondiale, avendo come pilota Germano Furlan e come osservatore Luca di Lelio e trainato da un motoscafo A.Mostes e su sci Freyrie, la medaglia d'argento andò a Carlo Cassa.
Conclusa la carriera, aprì un'attività di ristorazione nel paese natale.
È fratello di Piero Gregorio, commissario tecnico della nazionale italiana, e il padre di Giorgia Gregorio, anch'essa sciatrice nautica, nella specialità wakeboard, e vincitrice di titoli europei e mondiali juniores.